# 山下洋
山下 洋（やました ひろし、1942年5月31日 - ）は、日本の銀行家。筑邦銀行元頭取。

## 来歴
西南学院大学商学部を卒業後、1965年4月筑邦銀行に入行した。
1994年6月に取締役融資部長となる。以後、常務取締役（1996年6月）、代表取締役専務（1999年6月）を経て、2006年4月に代表取締役頭取に就任した。2009年4月に退任。